# Carex hystericina
Carex hystericina Muhl. ex Schkuhr es una especie de planta herbácea de la familia de las ciperáceas.

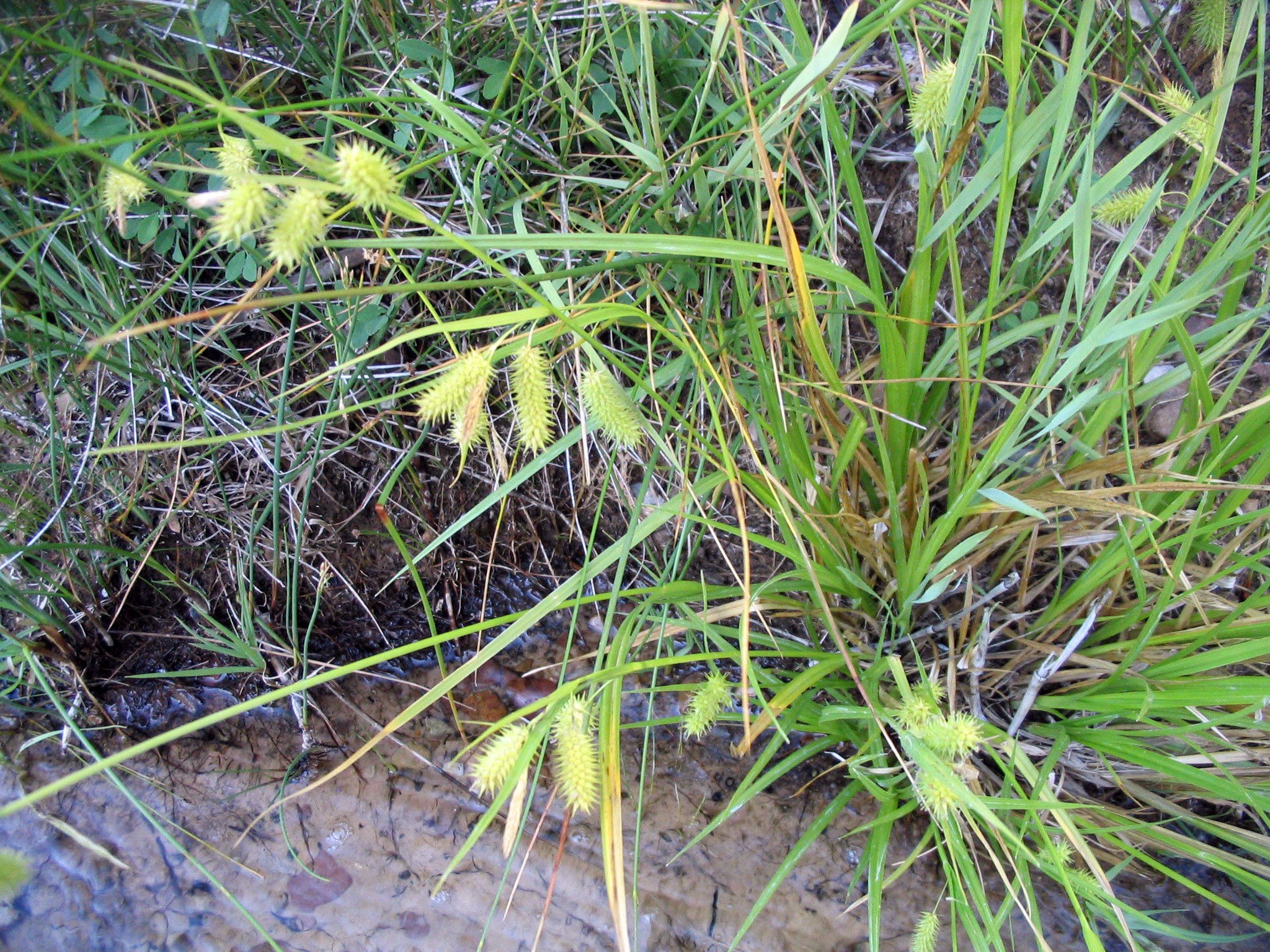
Vista de la planta

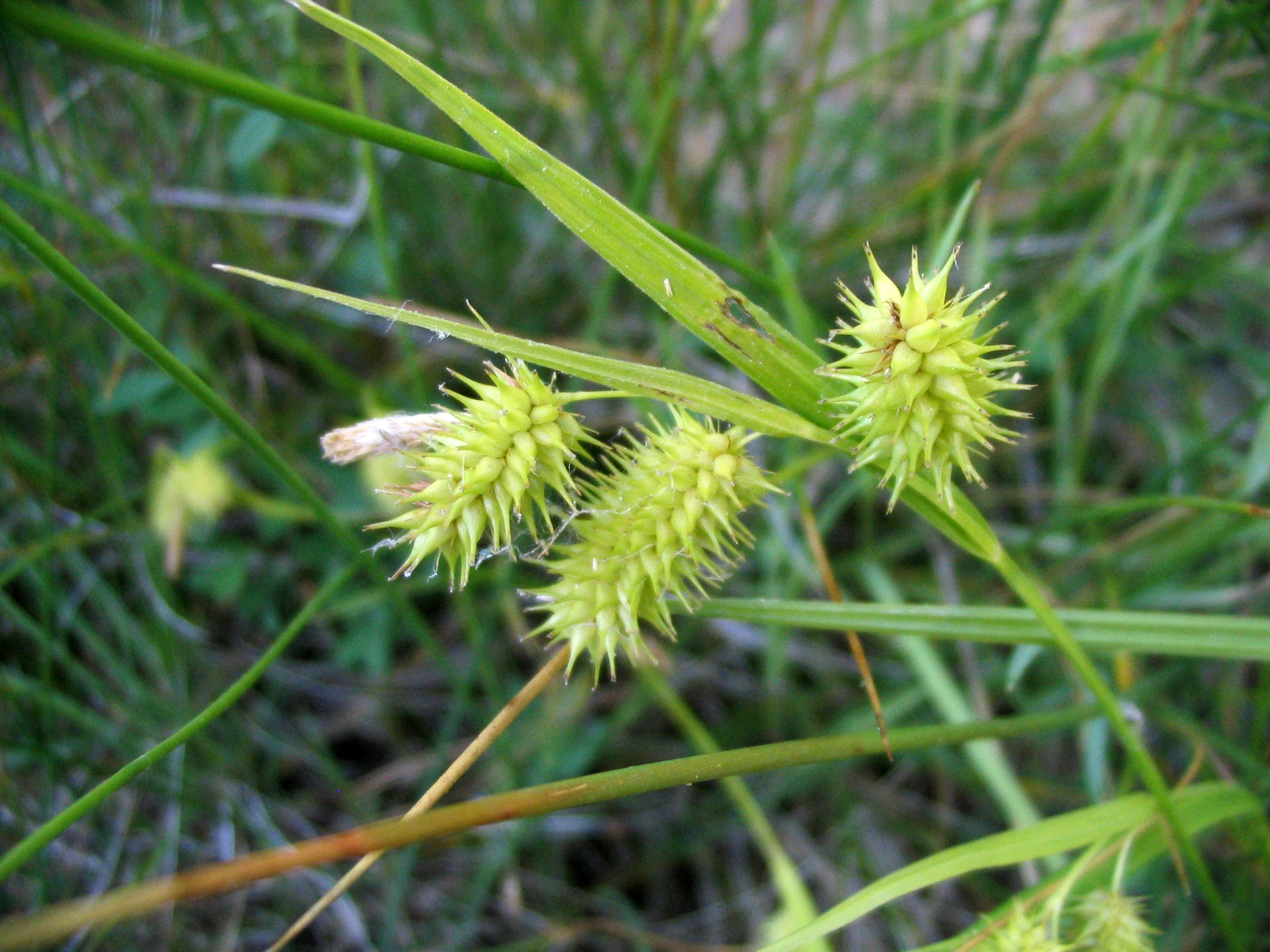
Espigas

## Hábitat y distribución
Es nativa de gran parte de América del Norte entre ellos la mayoría del sur de Canadá y la mayoría de los Estados Unidos y México.  Crece en hábitats húmedos, tales como los humedales y las riberas de los ríos, especialmente en suelos calcáreos. En buenas condiciones que pueden llegar a ser muy abundante e incluso malas hierbas. 

## Descripción
Esta juncia produce densos racimos sueltos o de tallos triangulares de hasta un metro de altura desde un corto rizoma.  La inflorescencia es de varios centímetros de largo y está acompañada por una bráctea más larga que las espigas. Los frutos están recubiertos de un perigynium con picos puntiagudos y dentados. Es altamente recomendado para restauraciones de prados de juncia.

## Taxonomía
Carex hystericina fue descrita por  Muhl. ex Schkuhr y publicado en Species Plantarum. Editio quarta 4(1): 282–283. 1805.
Etimología
Ver: Carex
Sinonimia
- Carex erinacea Muhl. ex Steud. (1840).
- Carex cooleyi Dewey (1845).
- Carex georgiana Dewey ex Steud. (1855).
- Carex hystericina var. cooleyi (Dewey) Dewey in A.Wood (1861).
- Carex hystericina var. dudleyi L.H.Bailey (1889).
- Carex hystericina f. dudleyi (L.H.Bailey) Wiegand (1924).[2]